# Vaterland (Schiff, 1904)
Die Vaterland (später chinesisch Li-Sui bzw. japanisch Risui) war ein Flusskanonenboot der Kaiserlichen Marine, das von 1904 bis 1914 auf dem Jangtse in China operierte und dem Ostasiatischen Kreuzergeschwader unterstellt war.
Typ- und Schwesterschiff war die Tsingtau.

## Namensgebung
Der Name Vaterland war von Kaiser Wilhelm II. ausgewählt worden als symbolträchtige Machtdemonstration für die in China lebenden deutschen Residenten.

## Konstruktion
Wie das Typschiff der Klasse, die Tsingtau, war auch die Vaterland speziell für ihre Aufgabe konstruiert worden und besaß einen extrem niedrigen Tiefgang, um auf dem Jangtse operieren zu können.
Das Boot war in Sektionen gebaut und konnte zerlegt transportiert werden. Nach dem Transport in drei Teilen auf dem HAPAG-Dampfer Bisgravia im Februar 1904 wurde die Vaterland in Shanghai wieder zusammengesetzt und am 28. Mai 1904 in Dienst gestellt.

## Dienst unter kaiserlicher Flagge

### 1905–1910
Die Vaterland unternahm mehrere Fahrten auf dem Jangtse sowie dem Dongting- und dem Poyang-See. Als am 18. Dezember 1905 in Shanghai Unruhen ausbrachen, setzte sie zusammen mit dem Kanonenboot Tiger ein Landungskommando aus.
Im April 1907 unternahm sie eine Fahrt in den oberen Bereich des Jangtse und traf am 4. Mai mit den britischen Kanonenbooten Woodlark und Woodcock sowie dem französischen Kanonenboot Orly vor Chongqing zusammen. Zusammen mit der Woodlark operierte sie anschließend in Wanshien, wo Unruhen ausgebrochen waren. Dabei wurde ein deutscher Missionar evakuiert. Im Juli 1907 begann ein 22-monatiger Aufenthalt vor Chongqing, da der Admiralstab wie auch die Marineleitungen der anderen ausländischen Mächte in China aufgrund der Unruhen eine ständige Präsenz von Marinestreitkräften vor Ort für nötig befanden. 1908 unternahm das Boot eine Reise auf dem Min-Fluss. Ihr Kommandant und einige Begleiter besuchten dabei die Provinzhauptstadt Chengdu.
1909 führte die Vaterland lediglich Routinefahrten durch. Im Mai 1910 hielt sich das Boot anlässlich von Unruhen vor Yichang auf. Später begab sie sich zur Reparatur nach Shanghai.

### 1911–1914
Aufgrund weiterer Unruhen wurde die Vaterland im Januar 1911 zusammen mit dem Kanonenboot Jaguar, der Taku und dem Torpedoboot S 90 nach Hankou, heute ein Teil von Wuhan, entsandt und verblieb dort bis Mai. Als im Oktober 1911 die Chinesische Revolution ausbrach, wurde das Boot erneut in Hankou eingesetzt. Von 1912 bis 1914 führte die Vaterland nur Routineaufgaben durch und wurde zwischendurch in Shanghai überholt.
Beim Ausbruch des Ersten Weltkriegs am 1. August 1914 wurde die Vaterland in Nanjing aufgelegt. Während ein Wachkommando an Bord verblieb, begab sich die Besatzung auf dem Landweg nach Tsingtau und wurde auf den Hilfskreuzer Cormoran kommandiert. Das Boot wurde, um einen Zugriff der kriegführenden Mächte zu verhindern, an eine eigens gegründete Scheinfirma verkauft und in Landesvater umbenannt.

## Unter chinesischer und mandschurischer Flagge
Nach dem Eintritt Chinas in den Ersten Weltkrieg wurde die Vaterland alias Landesvater von den chinesischen Behörden beschlagnahmt und in die chinesische Marine übernommen. Das Boot wurde in Li-Sui umbenannt und operierte gemeinsam mit der Li-Tsieh (der ehemaligen Otter) auf dem Sungari (Amur) im Rahmen der Amur-Flottille. Dort wurde es offenbar mehrmals umgebaut und die Bewaffnung verändert.
1932 wurde die Li-Sui von japanischen Truppen in einem schlechten Zustand erobert und 1933 von Kawasaki in Harbin repariert. Dort wurde es umbenannt in Risui. Am 22. August 1945 wurde es von russischen Truppen erobert und bekam den Namen Pekin. Unbekannt ist, wann die Li-Sui in die Marine von Mandschukuo überführt wurde, die hauptsächlich aus Kanonenbooten bestand. In Weyers Flottentaschenbuch von 1943/44 ist die Li-Sui noch als aktives Kriegsschiff verzeichnet, allerdings mit der generellen Anmerkung zur Marine von Mandschukuo, dass die diesbezüglichen Angaben unsicher sind. Nach Hildebrand/Röhr/Steinmetz wurde die Li-Sui 1942 außer Dienst gestellt und später abgewrackt.

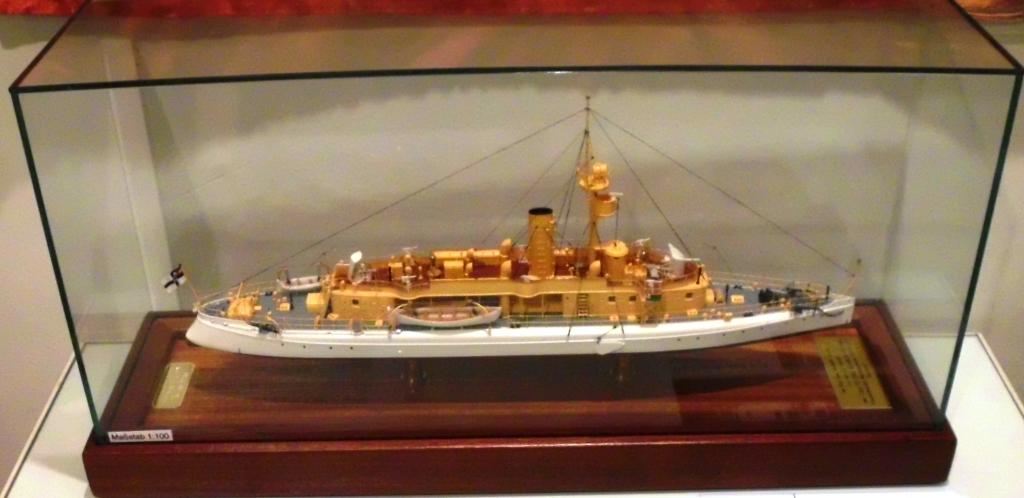
Modell des Flußkanonenbootes Vaterland